# Saint-Perreux
Pour les articles homonymes, voir Perreux.
Saint-Perreux [sɛ̃pɛʁø] est une commune française située dans le département du Morbihan, en région Bretagne.

## Toponymie
Attesté au IXe siècle dans le cartulaire de l'abbaye de Redon, en 1386 dans les archives du château de Kastellan, Sant-Pereg en 1398.
Saint-Perreux, en breton Sant Pereg, vient de Petroc (devenu Perreux ou Petreux),saint breton originaire de la Cornouaille insulaire.

## Géographie

### Localisation
Saint-Perreux est située sur la rive droite de l'Oust, à la limite du département d'Ille-et-Vilaine, à 2 km au nord de Redon.
Les communes limitrophes sont Bains-sur-Oust et Redon en Ille-et-Vilaine, Saint-Jean-la-Poterie, Allaire et Saint-Vincent-sur-Oust en Morbihan.
Selon le classement établi par l'Insee en 1999, Saint-Perreux est une commune rurale monopolarisée qui fait partie de l’aire urbaine de Redon et de l’espace urbain de Nantes-Saint-Nazaire (cf. Liste des communes de la Loire-Atlantique).

### Communes limitrophes
| Saint-Jacut-les-Pins  | Saint-Vincent-sur-Oust | Bains-sur-Oust |
| Allaire               | Saint-Perreux          |                |
| Saint-Jean-la-Poterie |                        | Redon          |

### Hydrographie
Pour un article plus général, voir Réseau hydrographique du Morbihan.
La commune est située dans le bassin Loire-Bretagne. Elle est drainée par l'Oust, l'Arz et le cours de Arz,,.
L'Oust, d'une longueur de 145 km, prend sa source dans la commune de La Harmoye et se jette  dans la Vilaine à Rieux, après avoir traversé 46 communes. 
L'Arz, d'une longueur de 66 km, prend sa source dans la commune de Plaudren et se jette  dans l'Oust à Saint-Jean-la-Poterie, après avoir traversé 15 communes. 

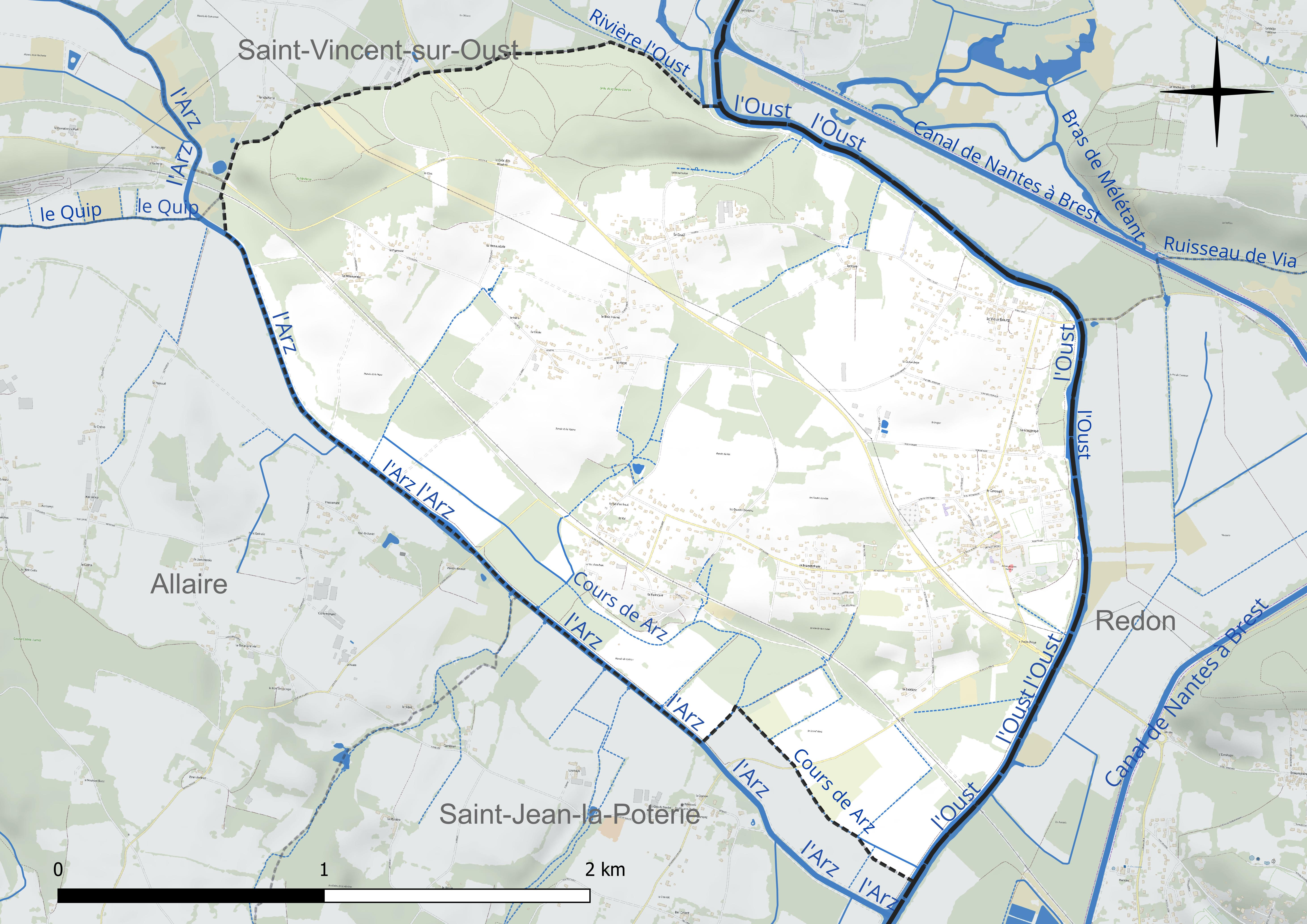
Réseau hydrographique de Saint-Perreux.

### Climat
Pour des articles plus généraux, voir Climat de la Bretagne et Climat du Morbihan.
En 2010, le climat de la commune est de type climat océanique franc, selon une étude du CNRS s'appuyant sur une série de données couvrant la période 1971-2000. En 2020, Météo-France publie une typologie des climats de la France métropolitaine dans laquelle la commune est exposée à un climat océanique et est dans la région climatique  Bretagne orientale et méridionale, Pays nantais, Vendée, caractérisée par une faible pluviométrie en été et une bonne insolation. Parallèlement l'observatoire de l'environnement en Bretagne publie en 2020 un zonage climatique de la région Bretagne, s'appuyant sur des données de Météo-France de 2009. La commune est, selon ce zonage, dans la zone « Intérieur Est », avec des hivers frais, des étés chauds et des pluies modérées.  
Pour la période 1971-2000, la température annuelle moyenne est de 11,8 °C, avec une amplitude thermique annuelle de 13,1 °C. Le cumul annuel moyen de précipitations est de 820 mm, avec 13,2 jours de précipitations en janvier et 5,9 jours en juillet. Pour la période 1991-2020, la température moyenne annuelle observée sur la station météorologique la plus proche, située sur la commune de Saint-Jacut-les-Pins à 8 km à vol d'oiseau, est de 12,4 °C et le cumul annuel moyen de précipitations est de 947,8 mm,. Pour l'avenir, les paramètres climatiques de la commune estimés pour 2050 selon différents scénarios d'émission de gaz à effet de serre sont consultables sur un site dédié publié par Météo-France en novembre 2022.

## Urbanisme

### Typologie
Au 1er janvier 2024, Saint-Perreux est catégorisée commune rurale à habitat dispersé, selon la nouvelle grille communale de densité à sept niveaux définie par l'Insee en 2022.
Elle est située hors unité urbaine. Par ailleurs la commune fait partie de l'aire d'attraction de Redon, dont elle est une commune de la couronne,. Cette aire, qui regroupe 22 communes, est catégorisée dans les aires de moins de 50 000 habitants,.

### Occupation des sols
L'occupation des sols de la commune, telle qu'elle ressort de la base de données européenne d’occupation biophysique des sols Corine Land Cover (CLC), est marquée par l'importance des territoires agricoles (51,3 % en 2018), en diminution par rapport à 1990 (62,3 %). La répartition détaillée en 2018 est la suivante : 
forêts (31,4 %), zones agricoles hétérogènes (21,1 %), prairies (19,5 %), zones urbanisées (17,4 %), terres arables (10,6 %). L'évolution de l’occupation des sols de la commune et de ses infrastructures peut être observée sur les différentes représentations cartographiques du territoire : la carte de Cassini (XVIIIe siècle), la carte d'état-major (1820-1866) et les cartes ou photos aériennes de l'IGN pour la période actuelle (1950 à aujourd'hui).

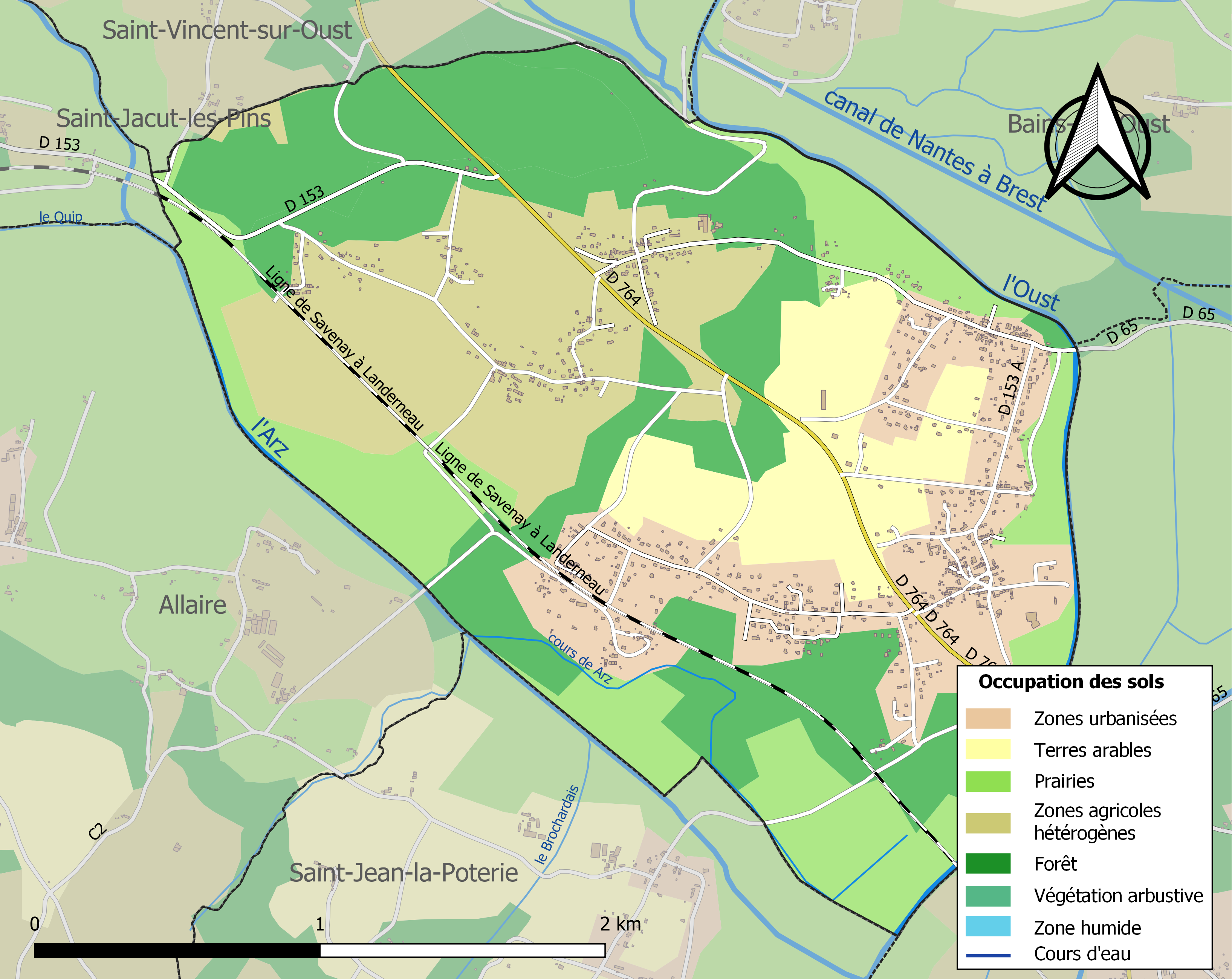
Carte des infrastructures et de l'occupation des sols de la commune en 2018 (CLC).

## Histoire
Saint-Perreux vient de Petroc (devenu Perreux ou Petreux), personnage originaire de la Cornouaille insulaire.
Saint-Perreux est une ancienne trève de Saint-Vincent qui est un démembrement de la paroisse primitive de Peillac. Saint-Perreux dépendant des seigneurs de Rieux est mentionnée pour la première fois au IXe siècle dans le cartulaire de l'abbaye de Redon.
La commune est mentionnée en 1398 dans les archives du château de Castellan en Saint-Martin-sur-Oust. Le territoire s'appelle aussi à l'époque Ressac ou Clos de Ressac.
Saint-Perreux est érigée en commune du canton de Peillac et du district de Rochefort en 1790. En 1801, Saint-Perreux relève du canton d'Allaire. En 1802, l'église tréviale devient paroissiale.

### LeXXesiècle

#### La Belle Époque
La création d'un bureau de bienfaisance est autorisée à Saint-Perreux par un arrêté ministériel en date du décembre 1913 ; sa dotation initiale est constituée par les biens mis sous séquestre ayant appartenu à la fabrique de la paroisse avant la loi de séparation des Églises et de l'État.

## Politique et administration
| Période                 | Période   | Identité         | Étiquette | Qualité                        |
| ----------------------- | --------- | ---------------- | --------- | ------------------------------ |
| 1965                    |           | Alexis Guillaume |           | commerçant                     |
| 1977                    | mars 2001 | Guy Hubert       | -         | Prothésiste dentaire           |
| mars 2001               | mars 2014 | Guy David        | -         | Responsable coopérative        |
| mars 2014 Réélu en 2020 | En cours  | Lionel Jouneau   | -         | Gérant de société informatique |
|                         |           |                  |           |                                |

## Démographie
L'évolution du nombre d'habitants est connue à travers les recensements de la population effectués dans la commune depuis 1793. Pour les communes de moins de 10 000 habitants, une enquête de recensement portant sur toute la population est réalisée tous les cinq ans, les populations de référence des années intermédiaires étant quant à elles estimées par interpolation ou extrapolation. Pour la commune, le premier recensement exhaustif entrant dans le cadre du nouveau dispositif a été réalisé en 2004.

En 2022, la commune comptait 1 049 habitants, en évolution de −11,25 % par rapport à 2016 (Morbihan : +3,82 %, France hors Mayotte : +2,11 %).
| 1793 | 1800 | 1806 | 1821 | 1831 | 1836 | 1841 | 1846 | 1851 |
| ---- | ---- | ---- | ---- | ---- | ---- | ---- | ---- | ---- |
| 491  | 491  | 507  | 524  | 517  | 513  | 531  | 516  | 579  |

| 1856 | 1861 | 1866 | 1872 | 1876 | 1881 | 1886 | 1891 | 1896 |
| ---- | ---- | ---- | ---- | ---- | ---- | ---- | ---- | ---- |
| 582  | 553  | 605  | 591  | 601  | 614  | 589  | 572  | 574  |

| 1901 | 1906 | 1911 | 1921 | 1926 | 1931 | 1936 | 1946 | 1954 |
| ---- | ---- | ---- | ---- | ---- | ---- | ---- | ---- | ---- |
| 590  | 580  | 596  | 589  | 570  | 542  | 549  | 642  | 630  |

| 1962 | 1968 | 1975 | 1982 | 1990 | 1999  | 2004  | 2006  | 2009  |
| ---- | ---- | ---- | ---- | ---- | ----- | ----- | ----- | ----- |
| 661  | 709  | 803  | 894  | 926  | 1 041 | 1 119 | 1 120 | 1 160 |

| 2014  | 2019  | 2022  | - | - | - | - | - | - |
| ----- | ----- | ----- | - | - | - | - | - | - |
| 1 189 | 1 074 | 1 049 | - | - | - | - | - | - |

## Culture et patrimoine

### Lieux et monuments
- L'église Saint-Perreux (1860). Depuis sa construction, l'église a été remaniée et sa nef entièrement renouvelée ;
- La chapelle Saint-Perreux (XVe-XVIIe-XIXe siècles), remaniée au XVIIe siècle et abandonnée depuis 1860. Il s'agit de l'ancienne église tréviale détruite en partie en 1793 par les républicains. L'ancien édifice était en forme de croix latine à contreforts simples, clocheton carré sur l'intertransept et fenêtres ogivales. On y voit encore quelques fenêtres à meneaux rayonnants avec restes d'anciens vitraux, et quelques vieilles statues des XVIe, XVIIe et XVIIIe siècles : saint Cornély (vers 1700), saint Perreux (vers 1700) et la Vierge allaitant (entre 1815 et 1820). Le maître-autel et retable, en bois polychrome, date de la fin du XVIIe siècle. L'ornementation murale date du XIXe siècle ;
- Le calvaire du Vieux-Bourg. La croix d'origine a disparu ;
- La croix de La Graë (1892). La date de construction est gravée sur l'édifice. Un cœur surmonté d'une croix est gravé dans la partie supérieure ;
- Le calvaire du Nouveau Bourg ;
- Le château de la Graë (XIXe siècle) ;
- L'ancien manoir de La Rinçaie (XVe siècle) ;
- La fontaine de La Graë ;
- Le four de La Vérie (XVIIe siècle) ;
- Le Four de la Cotardaie

Héraldique